# Сіам-Парагон

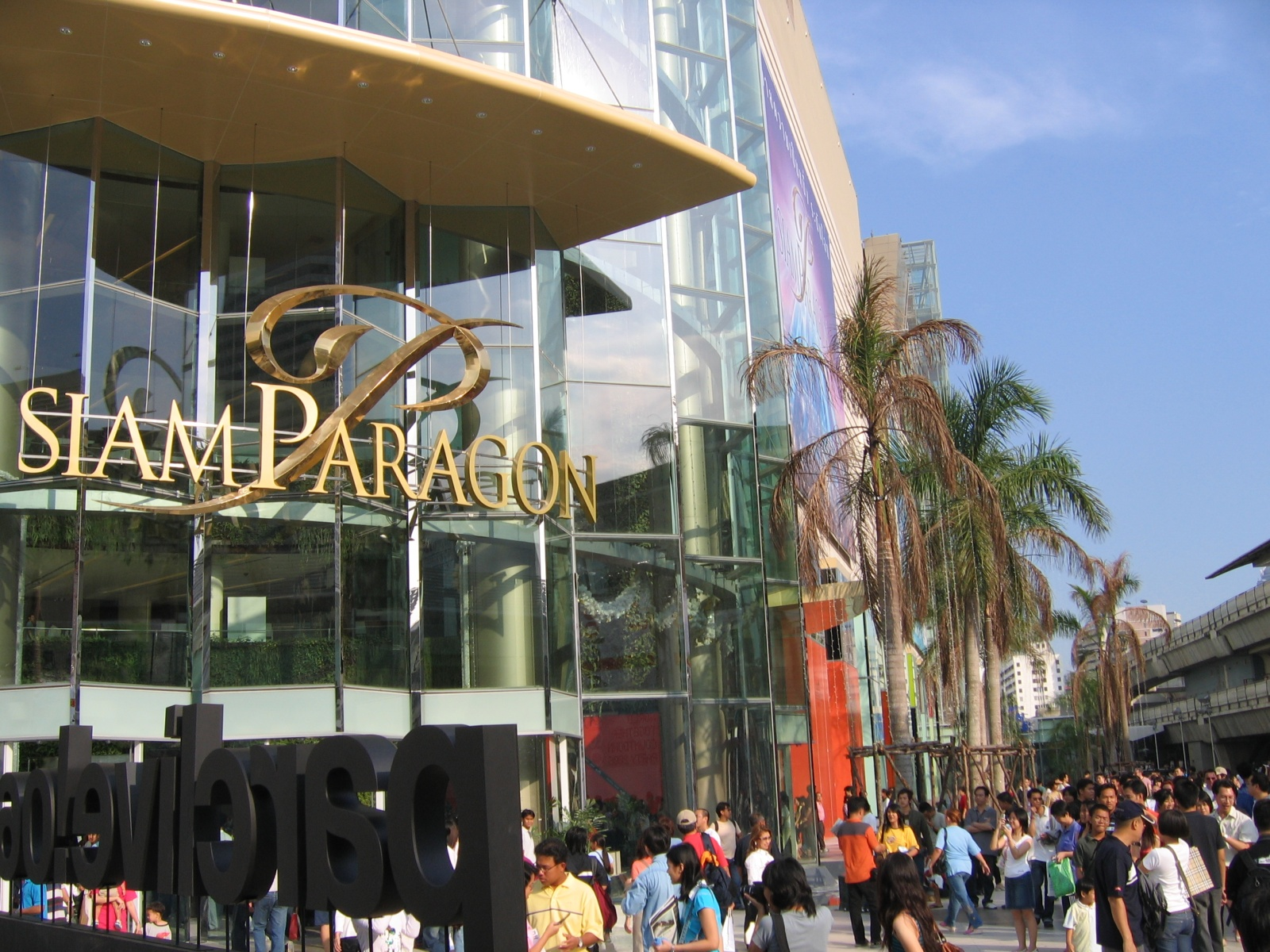
Головний вхід у Сіам-Парагон

Сіам-Парагон — торговельний центр в Бангкоку, Таїланд. Є одним з найбільших торгових центрів в Азії. Відкритий 9 грудня 2005 року, включає в себе широкий спектр магазинів і ресторанів, а також кінотеатр-мультиплекс (складається з 15 великих кінотеатрів, в одному з них — найбільший екран і максимальна місткість в Азії), акваріум «Siam Ocean World» (другий найбільший акваріум у Південно-Східній Азії, після Сінгапурського акваріума), виставковий зал і тайську художню галерею, а також оперний концертний зал. Також є великий боулінг-центр та караоке. Це спільне підприємство компанії Siam Piwat, що володіє прилеглими торговими центрами, і The Mall Group, яка також володіє торговим центром Emporium. Сіам-Парагон збирає великі натовпи з моменту відкриття, але фінансові результати компанією Siam Paragon Development не розголошуються.

## Історія

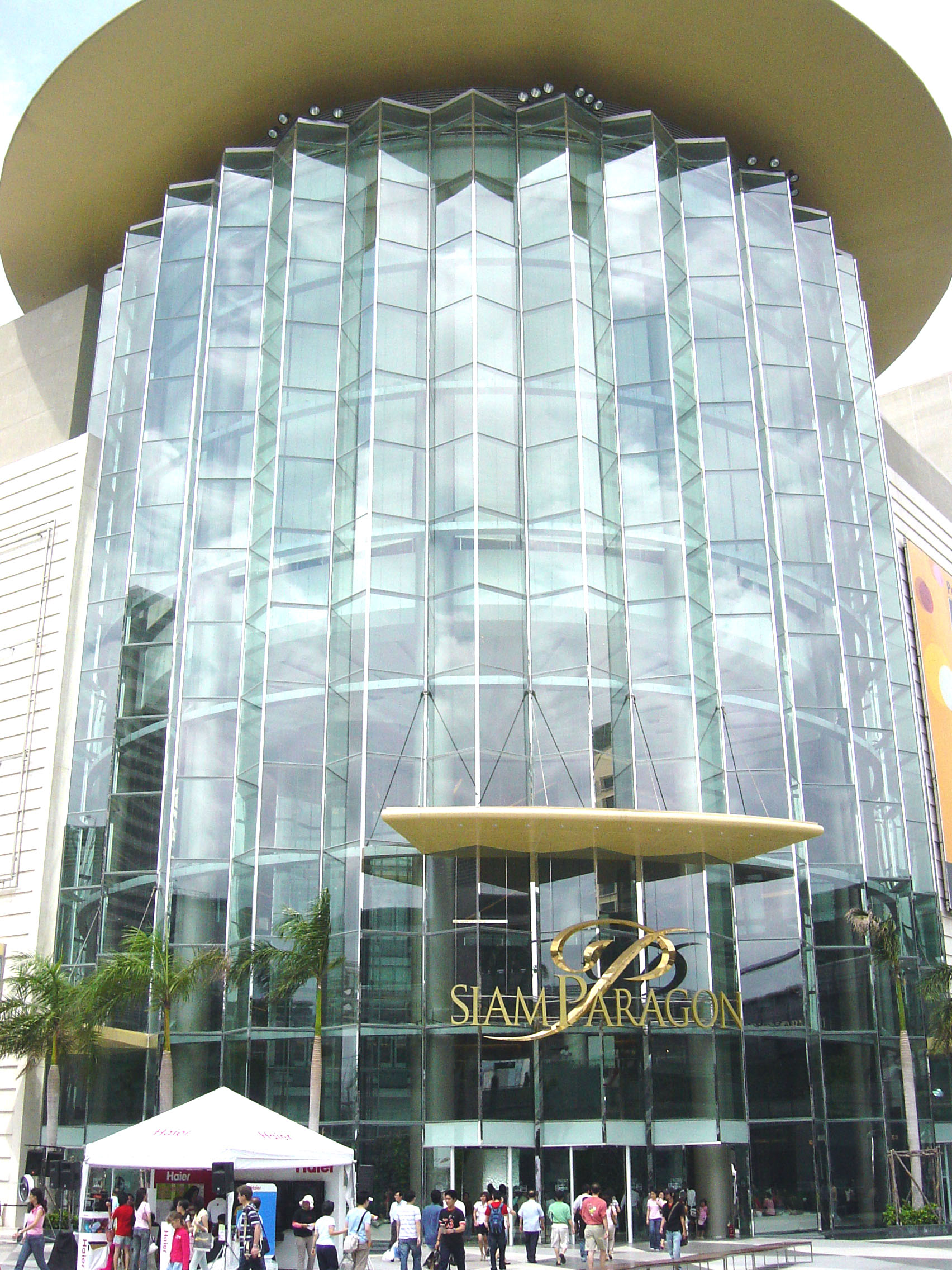
Сіам-Парагон, квітень 2006.

Сіам-Парагон був побудований на місці колишнього готелю «Інтерконтиненталь Сіам», яка була знесена в 2002 році, після завершення терміну оренди. Це місце належить Бюро королівської власності, воно було передано в оренду на 30 років, і колись раніше перебувало в складі королівського парку палацу Srapatum Palace. Під час будівництва торгового центру, пасажири місцевого метрополітену Skytrain з платформи станції Сіам могли бачити, як формується будівля. Тепер платформа станції Сіам має один з найкращих видів на внутрішній двір торгового центру, де проводяться виставки та інші заходи. Часто люди просто купують квиток на одну поїздку на цій станції (можна залишатися на станції, де куплений квиток) для того, щоб просто подивитися вистави чи інші події, що проходять у дворі торгового центру.
Навіть після відкриття молла, 9 грудня 2005 р., будівельники як і раніше проводили останні доопрацювання. На будівництво була витрачена сума близько 15 млрд батів, торговий центр займає площу 8,3 га.
Через три дні після урочистого відкриття Сіам-Парагона 10-річна дівчинка впала в отвір у підлозі, з першого поверху на п'ять метрів на поверх нижче. Matarika Kijjapathoomsak (Nong Meena) грала біля фонтану на першому поверсі і зісковзнула в простір між водою і ліфтом, і впала вниз на один поверх; пізніше вона померла від травм. Інспекція не виявила на місці події ніяких попереджувальних знаків, які повинні були вказати відвідувачам на можливу небезпеку, що виникла у зв'язку з провалом в підлозі, де і посковзнулася Nong Meena. Лише горщики з квітами були розміщені як тимчасовий бар'єр для запобігання зісковзування покупців у триметровий провал.

## Клієнти
Сіам-Парагон став місцем «променаду» для вищого класу Таїланду, туристів і місцевих жителів. Однак, незважаючи на свою репутацію демонстрацією сотень автомобілів вартістю понад $ 300 000 кожен (а деякі і більше мільйона доларів США), його суперник, набагато менш «затоварений» торговий центр Gaysorn залишається більш популярним місцем у багатих іноземців.

## Розташування
Сіам Парагон розташований на вулиці Rama I Road в районі Pathum Wan. Поруч знаходяться Siam Center і Siam Discovery Center, навпроти — Siam Square. Траволатор під станцією BTS Skytrain пов'язує Сіам-Парагон з торговельним районом Ratchaprasong, де розташовані CentralWorld, Gaysorn і деякі інші торгові центри і готелі.

### Транспорт
- Метрополітен BTS Skytrain — станція Siam station має перехід, що з'єднує її з поверхом М в торговому центрі Сіам-Парагон.
- Парковка — 100 000 м2, здатна розмістити до 4 000 автомобілів.

## Будівля

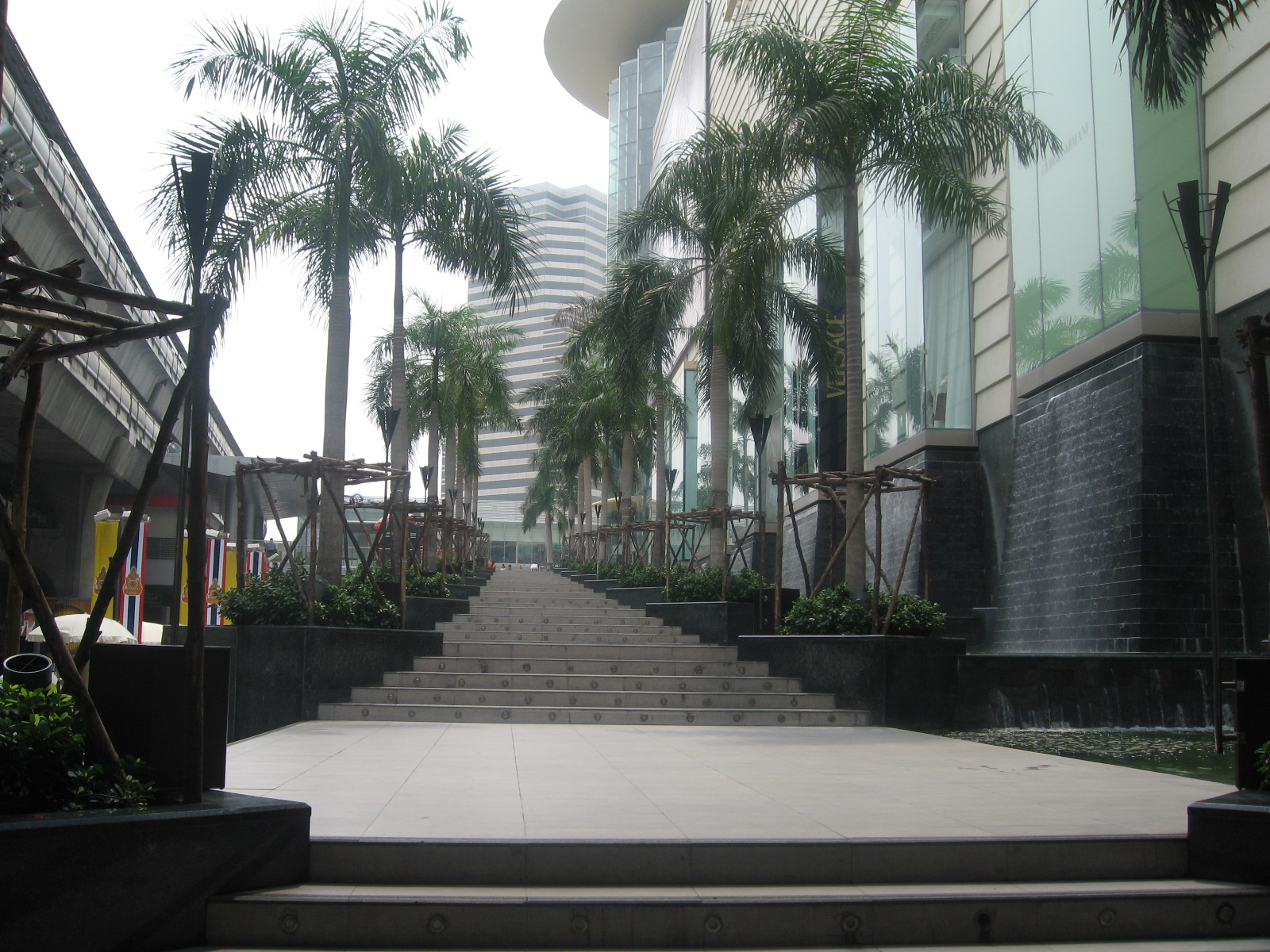
Сіам-Парагон

Сіам-Парагон розташовується на площі 13 акрів (52 600 м2), його загальна площа складає 300 000 м2 .

### Магазини

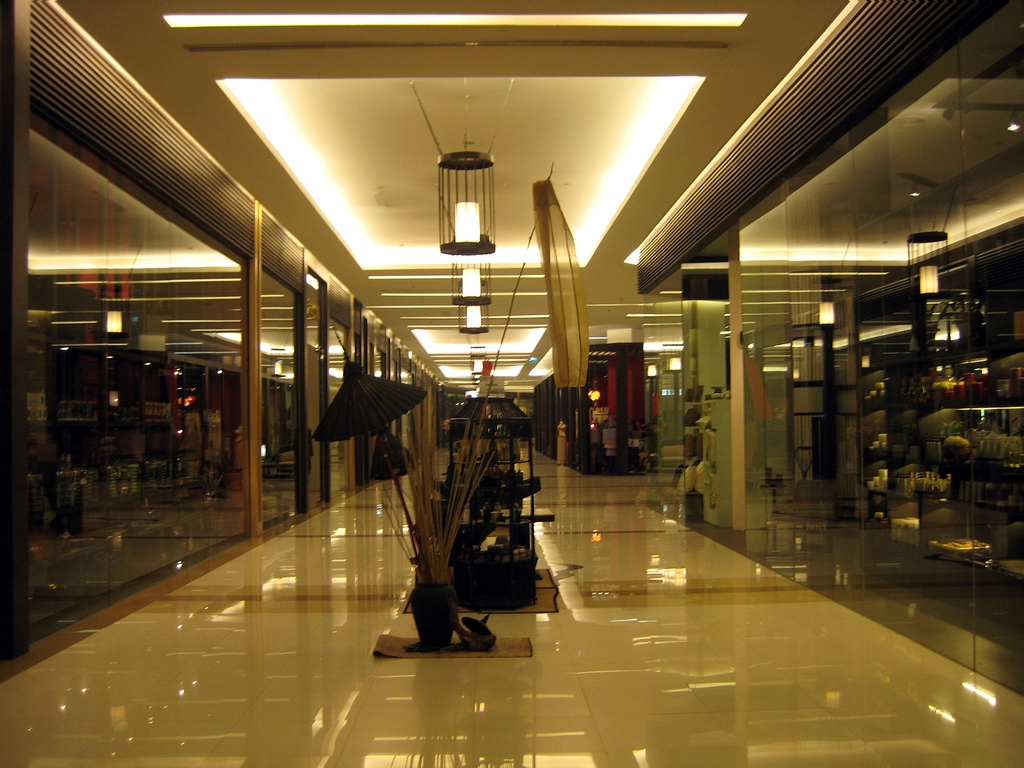
Бутіки

Магазини торгового центру займають 50 000 м2. Ще 40 000 м2 відведено під магазини, що торгують люксовими брендами одягу, ювелірними виробами, електронікою, музичними інструментами, аудіо обладнанням, спортивними товарами та екзотичними суперкарами, а також книгами Kinokuniya та ін. Найсучасніші бутики в Сіам-Парагон: Gucci, Chanel, Balenciaga, Valentino, Kenzo, Hermès, Giorgio Armani, Jimmy Choo, Chloé, Dolce & Gabbana, Burberry, Salvatore Ferragamo, Cartier, Bally, Fendi, Zara, MNG, Versace, Louis Vuitton, Givenchy, Marc Jacobs, Emporio Armani, Hugo Boss, Prada, Ermenegildo Zegna, Swarovski, Coach, Shanghai Tang, Jim Thompson, tod's, Mulberry, Escada, Emilio Pucci, Canali, Bvlgari, Paul Smith і багато інших люксові бренди.
Автомагазини: Aston Martin, Bentley, Ferrari, Porsche, Jaguar, Lamborghini, Spyker, Lotus, Maserati, BMW, Hummer і MTM.

### Гастрономічний ринок і продуктові зали
Гастрономічний ринок становить 8 000 м2 площ для продуктових магазинів на нижньому рівні торгового центру; знаходиться поруч з подвір'ям місцевого продовольства, з широким асортиментом ресторанів і продовольчих кіосків.

### Імпортні ресторани
У Сіам-Парагон багато ресторанів і продуктових магазинів з різних країн світу, наприклад, Tony Roma, mcdonald's, KFC, Häagen-Dazs, Swensen's Ice Cream, Fuji Japanese, Kabuki Japanese Restaurant, LeNotre, Orvin і багато інших.

### Традиційне тайське мистецтво
Існує величезний сектор магазинів традиційного тайського мистецтва, що мають усі від крихітних сувенірів до дуже дорогих і високохудожніх шовків, від виробів зі слонової кістки до антикваріату, виставленого напоказ для заможних покупців.

### Концертний зал Royal Paragon Hall
Концертний зал розташовується на площі 12 000 м2, його місткість близько 5 000 чоловік, підходить для проведення концертів, конференцій і спеціалізованих виставок.

### Кіноплекс Paragon
Кіноплекс Paragon управляється компанією Major Cineplex, площа Paragon Cineplex складає 25 000 м2, це 14-зальний мультиплексний кінотеатр, містить, в тому числі невеликі кінозали Ultra Screen зі зручними похилими сидіннями і салон для членів клубу Enigma, а також IMAX-кінозал і 1200-місний зал Siam Pavali, який підходить для театральних і музичних вистав.

### Зона активного відпочинку
Фітнес-центр California Wow! розташовується на четвертому рівні; на шостому поверсі — 30-доріжковий боулінг Blu-O Rhythm і караоке, примикають до Paragon Cineplex.

### Розважальна і навчальна зона
- Музичний коледж — Music Campus for General Public (MCGP), Mahidol University

### Готель
5-зірковий готель Kempinski Hotel Siam і комплекс апартаментів були побудовані під кінець 2009 року, займають 53 000 м2.

### Океанаріум Siam Ocean World

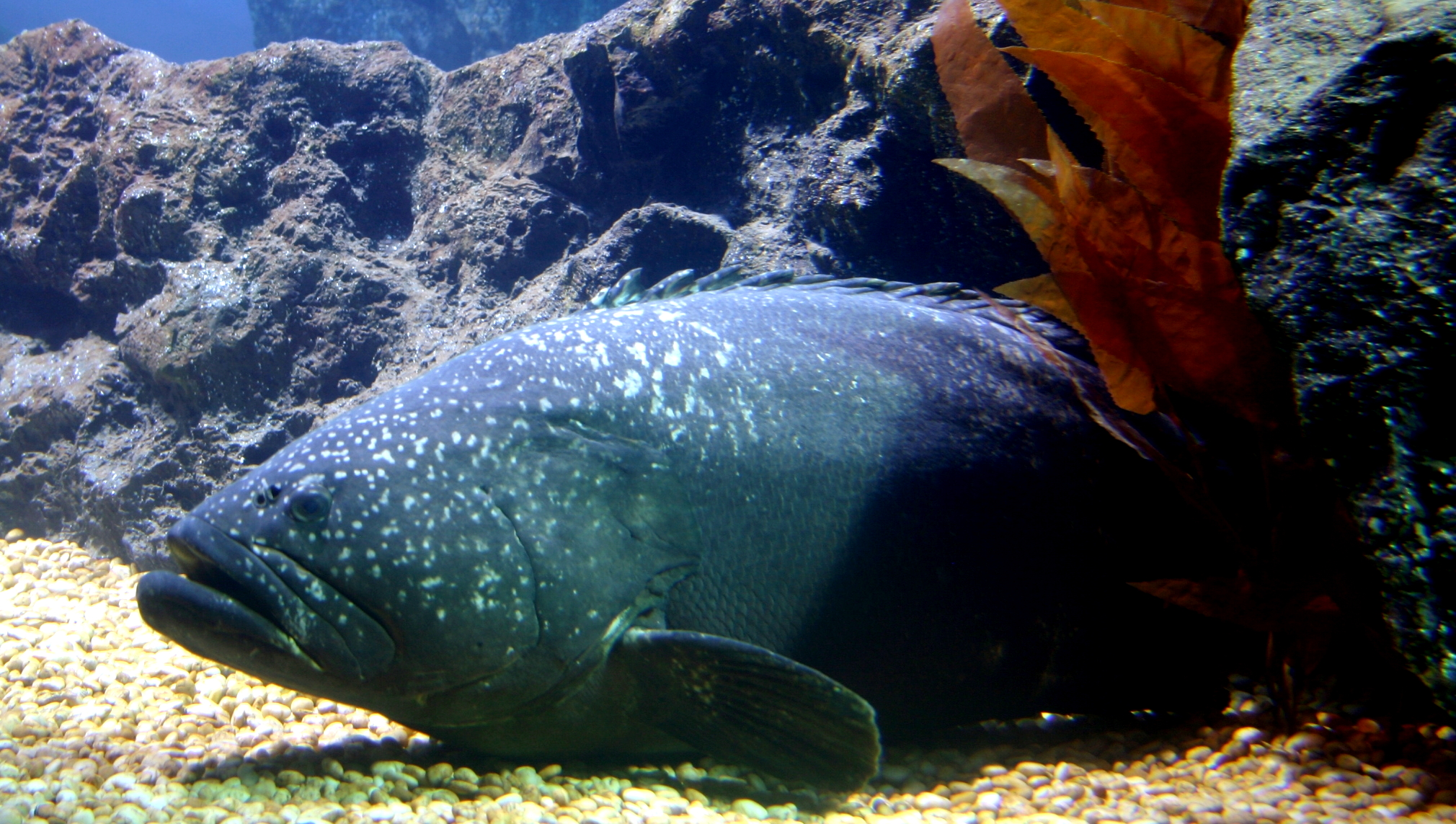
Гігантський групер в океанаріумі Siam Ocean World.

Всередині Сіам-Парагон є Siam Ocean World — другий найбільший океанаріум в Південно-східній Азії, де представлені різноманітні мешканці моря, наприклад, пінгвіни, сірі акули і гігантські пауковые краби і т. д. Акваріум також пропонує «програму занурення з акулами», де відвідувачі можуть плавати під водою у відкритому морі пліч-о-пліч з акулами і скатами. Акваріум також оснащений сучасним кінотеатром «Sanyo 4D X-venture».
Австралійська компанія Siam Paragon використовує два тарифу в системі ціноутворення: з тайських клієнтів стягується 450 бат для дорослих і 250 бат для дітей, іноземці повинні платити 950 (квиток включений попкорн з кока-колою і квиток на 4D-фільм).